# Aventijn

Kaart van Rome met de aanduiding van de heuvels.

De Aventijn (Latijn (mons) Aventinus, Italiaans Aventino) is de zuidelijkste van de zeven heuvels van Rome.
De Aventijn bestaat uit twee delen: de Grote Aventijn en de zuidelijk daarvan gelegen Kleine Aventijn. De beroemdste bezienswaardigheid op de heuvel is de kerk Santa Sabina, de hoofdkerk van de orde der Dominicanen. Vanaf dit punt op de Aventijn heeft men uitzicht op het Vaticaan.
Na het stichten van Rome voerden de broers Romulus en Remus een vogelschouw uit om te beslissen over de heerschappij. Romulus zat op de Palatijn en Remus op de Aventijn. Op die laatste heuvel werd Remus ook begraven nadat zijn broer hem had gedood.
Op deze in de oudheid druk bevolkte heuvel stond een aantal belangrijke gebouwen. De Tempel van Juno Regina werd al in de 4e eeuw v.Chr. gebouwd en hier werd het uit de veroverde Etruskische stad Veji afkomstige standbeeld van de godin Juno geplaatst. Ook het archief van het plebs bevond zich hier. Het werd, tezamen met de tempel, beheerd door de aediles plebis. Andere tempels op de heuvel waren gewijd aan Bona Dea, Ceres, Diana en de maangodin Luna.

Keizer Decius liet er in de 3e eeuw een groot thermencomplex bouwen, de Thermen van Decius.
Op de plaats van de vroegere joodse begraafplaats ligt de Roseto Comunale, een rozentuin in de vorm van een menora.
Aventijn · Capitolijn · Coelius · Esquilijn · Palatijn · Quirinaal · Viminaal